# Setiptilina
Setiptilina (português europeu) ou teciptilina (português brasileiro) (nome comercial: Tecipul) é um antidepressivo tetracíclico (ADTC) que atua como um fármaco serotoninérgico e noradrenérgico específico (ANES). Foi aprovado para uso médico pela primeira vez no Japão, em 1989, para tratamento de depressão.

## Farmacologia e farmacodinâmica
| Local |                | Espécies | Ref   |
| --- | -------------- | -------- | ----- |
| SER | >10.000 (IC50) | Rato     | [ 4 ] |
| NET | 220 (IC50)     | Rato     | [ 4 ] |
| DAT | >10.000 (IC50) | Rato     | [ 4 ] |
| 5-HT1A | ND             | ND       | ND    |
| 5-HT2A | ND             | ND       | ND    |
| 5-HT2C | ND             | ND       | ND    |
| α1 | ND             | ND       | ND    |
| α2 | 24,3 (IC50)    | Rato     | [ 5 ] |
| H1 | ND             | ND       | ND    |
| mAChRs | ND             | ND       | ND    |
| Os valores são em i (nM), a menos que indicado de outra forma. Quanto menor o valor, maior a capacidade atingir o sítio de locação. |                |          |       |

A setiptilina atua como inibidor da recaptação de noradrenalina, antagonista do receptor α2 e do receptor de serotonina Ainda, age como agonista do receptor H1. 

## Química
A setiptilina tem uma estrutura tetracíclica. Além disso, é um análogo da mianserina e da mirtazapina.